# Campionato europeo maschile di pallacanestro Under-18 2008
Il 25º Campionato europeo di pallacanestro maschile Under-18 (noto anche come FIBA Europe Under-18 Championship 2008) si è svolto in Grecia, nelle città di Pyrgos e Amaliada, dal 25 luglio al 3 agosto 2008.

## Squadre partecipanti
- Belgio
- Croazia
- Francia
- Germania
- Grecia
- Italia
- Lettonia
- Lituania

- Bulgaria
- Russia
- Serbia
- Estonia
- Israele
- Spagna
- Turchia
- Ucraina

## Primo turno
Le squadre sono divise in 4 gruppi da 4 squadre ciascuno, con gironi all'italiana. Le prime tre si qualificano per la fase successiva ad eliminazione diretta, mentre le ultime giocano per il 13-16 posto.

### Gruppo A
| Team       | Pt | V - P | PF - PS   | Dp  |
| ---------- | -- | ----- | --------- | --- |
| 1. Grecia  | 6  | 3 - 0 | 232 - 195 | +37 |
| 2. Spagna  | 5  | 2 - 1 | 248 - 211 | +37 |
| 3. Israele | 4  | 1 - 2 | 196 - 234 | -38 |
| 4. Belgio  | 3  | 0 - 3 | 182 - 218 | -36 |

### Gruppo B
| Team        | Pt | V - P | PF - PS   | Dp  |
| ----------- | -- | ----- | --------- | --- |
| 1. Lituania | 6  | 3 - 0 | 231 - 205 | +26 |
| 2. Serbia   | 5  | 2 - 1 | 227 - 178 | +49 |
| 3. Italia   | 4  | 1 - 2 | 192 - 219 | -27 |
| 4. Estonia  | 3  | 0 - 3 | 165 - 213 | -48 |

### Gruppo C
| Team        | Pt | V - P | PF - PS   | Dp  |
| ----------- | -- | ----- | --------- | --- |
| 1. Francia  | 5  | 2 - 1 | 213 - 192 | +21 |
| 2. Russia   | 5  | 2 - 1 | 230 - 207 | +23 |
| 3. Ucraina  | 4  | 1 - 2 | 190 - 209 | -19 |
| 4. Germania | 4  | 1 - 2 | 207 - 232 | -25 |

### Gruppo D
| Team        | Pt | V - P | PF - PS   | Dp  |
| ----------- | -- | ----- | --------- | --- |
| 1. Croazia  | 6  | 3 - 0 | 249 - 218 | +31 |
| 2. Turchia  | 5  | 2 - 1 | 238 - 241 | -3  |
| 3. Lettonia | 4  | 1 - 2 | 218 - 233 | -15 |
| 4. Bulgaria | 3  | 0 - 3 | 224 - 237 | -13 |

### Turno di classificazione

#### Gruppo G
Le ultime due squadre del girone retrocedono in Division B.
| Team        | Pt | V - P | PF - PS   | Dp  |
| ----------- | -- | ----- | --------- | --- |
| 1. Bulgaria | 5  | 2 - 1 | 235 - 206 | +29 |
| 2. Germania | 5  | 2 - 1 | 236 - 203 | +33 |
| 3. Belgio   | 5  | 2 - 1 | 207 - 215 | -8  |
| 4. Estonia  | 3  | 0 - 3 | 196 - 250 | -54 |

### Seconda fase

#### Gruppo E
| Team        | Pt | V - P | PF - PS   | Dp  |
| ----------- | -- | ----- | --------- | --- |
| 1. Grecia   | 10 | 5 - 0 | 378 - 316 | +62 |
| 2. Lituania | 8  | 3 - 2 | 356 - 351 | +5  |
| 3. Spagna   | 7  | 2 - 3 | 396 - 397 | -1  |
| 4. Serbia   | 7  | 2 - 3 | 364 - 361 | +3  |
| 5. Israele  | 7  | 2 - 3 | 326 - 391 | -65 |
| 6. Italia   | 6  | 1 - 4 | 363 - 367 | -4  |

#### Gruppo F
| Team        | Pt | V - P | PF - PS   | Dp   |
| ----------- | -- | ----- | --------- | ---- |
| 1. Francia  | 9  | 4 - 1 | 359 - 331 | +28  |
| 2. Croazia  | 8  | 3 - 2 | 415 - 386 | +29  |
| 3. Russia   | 8  | 3 - 2 | 389 - 361 | +28  |
| 4. Lettonia | 8  | 3 - 2 | 389 - 346 | +43  |
| 5. Turchia  | 7  | 2 - 3 | 373 - 393 | -20  |
| 6. Ucraina  | 5  | 0 - 5 | 313 - 415 | -102 |

## Fase a eliminazione diretta

### Tabellone 1º-4º posto
|  | Semifinali 1º/4º posto | Semifinali 1º/4º posto | Semifinali 1º/4º posto |          |        | Finale 1º/2º posto | Finale 1º/2º posto | Finale 1º/2º posto |  |
|  |                        |                        |                        |          |        |                    |                    |                    |  |
|  | Grecia                 | Grecia                 | 82                     |          |        |                    |                    |                    |  |
|  | Grecia                 | Grecia                 | 82                     |          |        |                    |                    |                    |  |
|  | Croazia                | Croazia                | 62                     |          |        |                    |                    |                    |  |
|  | Croazia                | Croazia                | 62                     |          | Grecia | Grecia             | 57                 |                    |  |
|  |                        |                        |                        |          | Grecia | Grecia             | 57                 |                    |  |
|  |                        |                        | Lituania               | Lituania | 50     |                    |                    |                    |  |
|  | Francia                | Francia                | Lituania               | Lituania | 50     | 55                 |                    |                    |  |
|  | Francia                | Francia                |                        |          |        | 55                 |                    |                    |  |
|  | Lituania               | Lituania               | 79                     |          |        | Finale 3º/4º posto | Finale 3º/4º posto | Finale 3º/4º posto |  |
|  | Lituania               | Lituania               | 79                     |          |        |                    |                    |                    |  |
|  |                        |                        |                        |          |        |                    |                    |                    |  |
|  |                        |                        |                        |          |        | Croazia            | Croazia            | 73                 |  |
|  |                        |                        |                        |          |        | Croazia            | Croazia            | 73                 |  |
|  |                        |                        |                        |          |        | Francia            | Francia            | 68                 |  |

### Tabellone 5º-8º posto
|  | Semifinali 5º/8º posto | Semifinali 5º/8º posto | Semifinali 5º/8º posto |        |        | Finale 5º/6º posto | Finale 5º/6º posto | Finale 5º/6º posto |  |
|  |                        |                        |                        |        |        |                    |                    |                    |  |
|  | Russia                 | Russia                 | 63                     |        |        |                    |                    |                    |  |
|  | Russia                 | Russia                 | 63                     |        |        |                    |                    |                    |  |
|  | Serbia                 | Serbia                 | 85                     |        |        |                    |                    |                    |  |
|  | Serbia                 | Serbia                 | 85                     |        | Serbia | Serbia             | 85                 |                    |  |
|  |                        |                        |                        |        | Serbia | Serbia             | 85                 |                    |  |
|  |                        |                        | Spagna                 | Spagna | 89     |                    |                    |                    |  |
|  | Spagna                 | Spagna                 | Spagna                 | Spagna | 89     | 107                |                    |                    |  |
|  | Spagna                 | Spagna                 |                        |        |        | 107                |                    |                    |  |
|  | Lettonia               | Lettonia               | 91                     |        |        | Finale 7º/8º posto | Finale 7º/8º posto | Finale 7º/8º posto |  |
|  | Lettonia               | Lettonia               | 91                     |        |        |                    |                    |                    |  |
|  |                        |                        |                        |        |        |                    |                    |                    |  |
|  |                        |                        |                        |        |        | Russia             | Russia             | 69                 |  |
|  |                        |                        |                        |        |        | Russia             | Russia             | 69                 |  |
|  |                        |                        |                        |        |        | Lettonia           | Lettonia           | 71                 |  |

### Tabellone 9º-12º posto
|  | Semifinali 9º/12º posto | Semifinali 9º/12º posto | Semifinali 9º/12º posto |         |         | Finale 9º/10º posto  | Finale 9º/10º posto  | Finale 9º/10º posto  |  |
|  |                         |                         |                         |         |         |                      |                      |                      |  |
|  | Turchia                 | Turchia                 | 80                      |         |         |                      |                      |                      |  |
|  | Turchia                 | Turchia                 | 80                      |         |         |                      |                      |                      |  |
|  | Italia                  | Italia                  | 73                      |         |         |                      |                      |                      |  |
|  | Italia                  | Italia                  | 73                      |         | Turchia | Turchia              | 95                   |                      |  |
|  |                         |                         |                         |         | Turchia | Turchia              | 95                   |                      |  |
|  |                         |                         | Israele                 | Israele | 72      |                      |                      |                      |  |
|  | Israele                 | Israele                 | Israele                 | Israele | 72      | 76                   |                      |                      |  |
|  | Israele                 | Israele                 |                         |         |         | 76                   |                      |                      |  |
|  | Ucraina                 | Ucraina                 | 75                      |         |         | Finale 11º/12º posto | Finale 11º/12º posto | Finale 11º/12º posto |  |
|  | Ucraina                 | Ucraina                 | 75                      |         |         |                      |                      |                      |  |
|  |                         |                         |                         |         |         |                      |                      |                      |  |
|  |                         |                         |                         |         |         | Italia               | Italia               | 84                   |  |
|  |                         |                         |                         |         |         | Italia               | Italia               | 84                   |  |
|  |                         |                         |                         |         |         | Ucraina              | Ucraina              | 68                   |  |

## Classifica finale
| Campione d'Europa        | Campione d'Europa | Campione d'Europa |
| ------------------------ | ----------------- | ----------------- |
| Grecia                   |                   |                   |
| Argento                  | Lituania          |                   |
| Bronzo                   | Croazia           |                   |
| 4.                       | Francia           |                   |
| 5.                       | Spagna            |                   |
| 6.                       | Serbia            |                   |
| 7.                       | Lettonia          |                   |
| 8.                       | Russia            |                   |
| 9.                       | Turchia           |                   |
| 10.                      | Israele           |                   |
| 11.                      | Italia            |                   |
| 12.                      | Ucraina           |                   |
| 13.                      | Bulgaria          |                   |
| 14.                      | Germania          |                   |
| Retrocesse in Division B |                   |                   |
| 15.                      | Belgio            |                   |
| 16.                      | Estonia           |                   |

## Premi individuali

### MVP del torneo
- Donatas Motiejūnas

### Miglior quintetto del torneo
- Donatas Motiejūnas
- Kōstas Sloukas
- Nikos Pappas
- Enes Kanter
- Mario Delaš